# Désert Rose (manga)
Désert Rose (砂の薔薇) est une série de manga écrit par Kaoru Shintani (ja).

## Résumé
Makino (surnommée Marie-Rose) est une membre d'une unité antiterroriste privée appelée CAT. Ayant perdu son mari et son fils dans une attaque terroriste, elle est prête à tout pour éviter de nouveaux drames. Le manga suit ses péripéties et celles de ces collègues toutes féminines.

## Production
Le manga est écrit par Kaoru Shintani.

## Adaptation
Un OAV a été réalisé par J.C. Staff en 1993.